# Miltochrista mosbacheri
Miltochrista mosbacheri là một loài bướm đêm thuộc phân họ Arctiinae, họ Erebidae.